# Ignace Quirini
Ignace Antoine Jean Quirini (Leuven, 17 september 1803 - 22 juli 1861) was een Belgisch volksvertegenwoordiger.

## Levensloop
Quirini was een zoon van Louis Quirini en van Marie-Constance de Richterich. Hij trouwde met Thérèse Pangaert.
Hij promoveerde tot doctor in de rechten (1826) aan de Rijksuniversiteit Leuven en vestigde zich als advocaat in Leuven. Hij werd hoogleraar burgerlijk recht (1836-1861) aan de rechtsfaculteit van de Katholieke Universiteit Leuven. Hij bleef doceren tot aan zijn dood, ondanks het feit dat hij blind werd. Hij was ook een paar maal stafhouder van de Leuvense balie.
Van 1833 tot 1850 was hij gemeenteraadslid van Leuven en was schepen van 1833 tot 1837.
In maart 1832 werd hij gedurende een maand katholiek volksvertegenwoordiger voor het arrondissement Leuven. Hij werd het opnieuw van mei 1833 tot oktober 1836 en wendde mee zijn invloed aan voor het overbrengen van de Katholieke Universiteit van Mechelen naar Leuven.

## Publicaties
- Dissertatio de bonorum separatione, Leuven, 1826.
- Discours prononcé le 10 octobre 1842, sur la tombe de M. Gerard Ernst, Leuven, Van Linthout, 1842.

Zijn cursus Burgerlijk recht wordt in handschrift bewaard in de Koninklijke Bibliotheek te Brussel.